# Ribocka

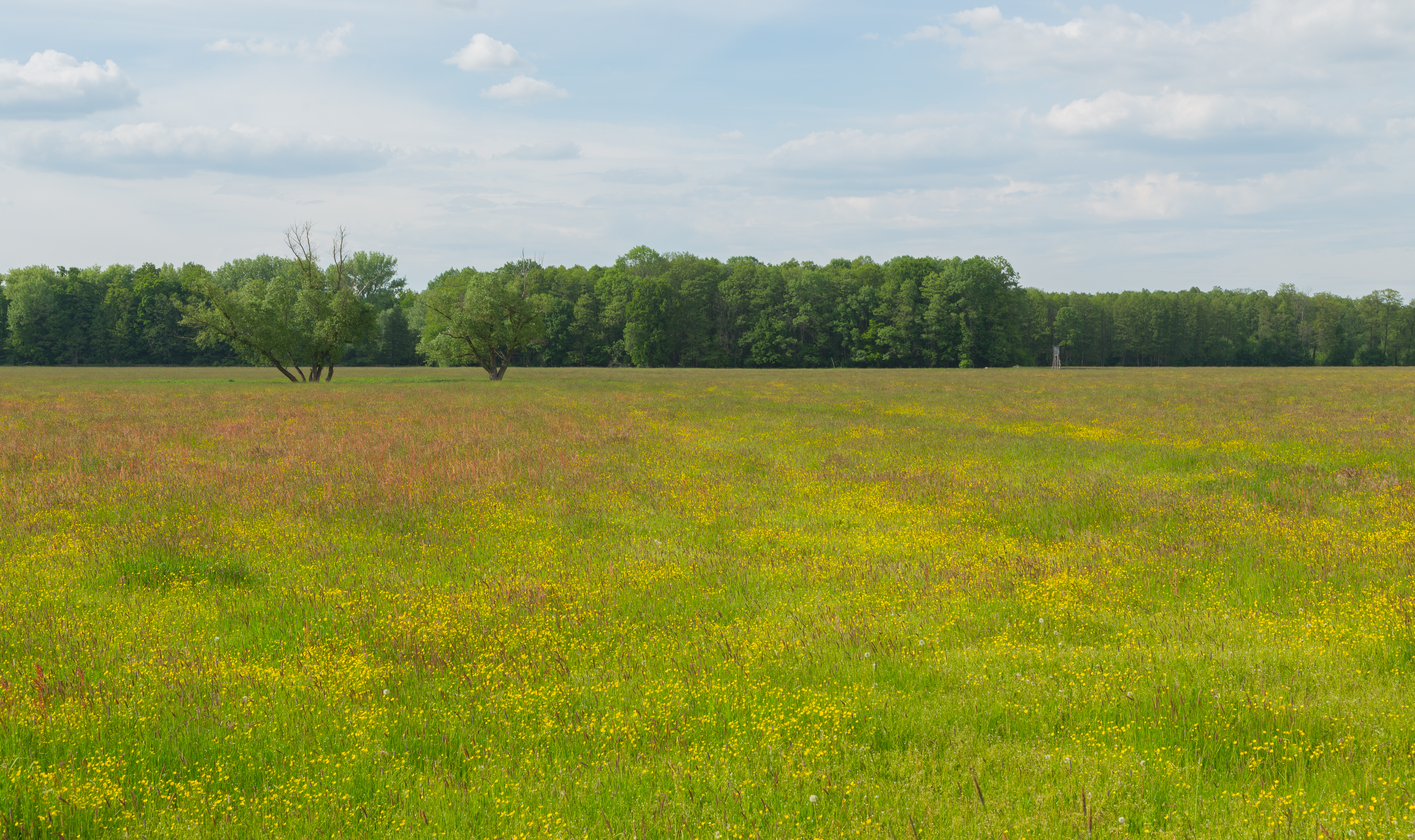
Blick über die ausgedehnten Niederungswiesen bei Ragow in Richtung des Naturschutzgebiets (2021).

Das Naturschutzgebiet Ribocka liegt im Landkreis Dahme-Spreewald in Brandenburg und gehört zum Biosphärenreservat Spreewald.
Das Naturschutzgebiet erstreckt sich nordöstlich von Ragow, einem Ortsteil der Stadt Lübbenau/Spreewald im Landkreis Oberspreewald-Lausitz. Westlich des Gebietes verlaufen die Landesstraße L 49 und die B 87. Nordwestlich erstreckt sich das 57,5 ha große Naturschutzgebiet Ellerborn, östlich fließen die Hauptspree und der Burg-Lübbener-Kanal.

## Bedeutung
Das rund 49,6 ha große Gebiet mit der Kenn-Nummer 1294 wurde mit Verordnung vom 12. September 1990 unter Naturschutz gestellt. Es handelt sich um reich strukturierten Laubmischwald, der von landwirtschaftlich genutzter Fläche umgeben ist.